# بطولة الإمارات للدراجات على الطريق
بطولة الإمارات للدراجات على الطريق. تُقام سنويا منذ عام 2006.
كذلك تستضيف وتنظم بطولة العالم للدراجات على الطريق لعام 2028، وبطولة العالم للدراجات على المضمار لعام 2029، ما يؤكد مكانة الإمارة عاصمةً عالميةً للرياضة.

## سباقات
| العام | الرابح             | الثاني             | الثالث             |
| ----- | ------------------ | ------------------ | ------------------ |
| 2006  | خالد البلوشي       | سعيد أحمد علي      | عمر المنصوري       |
| 2007  | سعيد أحمد علي      | خالد البلوشي       | بدر ميرزا          |
| 2008  | خالد البلوش        | محمد المراوي       | يوسف ميرزا الحمادي |
| 2009  | محمد المراوي       | يوسف ميرزا الحمادي | خالد البلوشي       |
| 2010  | يوسف ميرزا الحمادي | ماجد البلوشي       | علي الحساني        |
| 2011  | بدر ميرزا          | مروان غلام         | خميس سعيد النقبي   |
| 2012  | بدر ميرزا          | يوسف ميرزا الحمادي | عيسى خليفة         |
| 2013  | يوسف ميرزا الحمادي | بدر ميرزا          | علي الحساني        |
| 2014  | يوسف ميرزا الحمادي | أحمد يوسف المنصوري | خالد البلوش        |
| 2015  | يوسف ميرزا الحمادي | بدر ميرزا          | أحمد علي ثاني      |
| 2016  | يوسف ميرزا الحمادي | أحمد يوسف المنصوري | علي الحساني        |
| 2017  | يوسف ميرزا الحمادي | علي الحساني        | أحمد يوسف المنصوري |
| 2018  | يوسف ميرزا الحمادي | أحمد يوسف المنصوري | جابر المنصوري      |
| 2019  | يوسف ميرزا الحمادي | سيف معيوف الكعبي   | ناصر المعمري       |
| 2020  | ليس هناك منافسة    |                    |                    |
| 2021  | يوسف ميرزا الحمادي | أحمد يوسف المنصوري | خالد معيوف         |
| 2022  | يوسف ميرزا الحمادي | أحمد يوسف المنصوري | سيف معيوف الكعبي   |
| 2023  | أحمد يوسف المنصوري | عبدالرحمن البلوشي  | علي الحساني        |

## رابح عدة مرات
- 10: يوسف ميرزا الحمادي
- 2: بدر ميرزا

## سباق الزمن
| العام | الرابح             | الثاني             | الثالث             |
| ----- | ------------------ | ------------------ | ------------------ |
| 2006  | حميد الصباغ        | بدر ميرزا          | مراد عبيد          |
| 2007  | حميد الصباغ        | بدر ميرزا          | خالد البلوشي       |
| 2008  | بدر ميرزا          | حميد الصباغ        | يوسف ميرزا الحمادي |
| 2009  | بدر ميرزا          | خالد البلوشي       | محمد المراوي       |
| 2010  |                    |                    |                    |
| 2011  | يوسف ميرزا الحمادي | بدر ميرزا          | أحمد علي ثاني      |
| 2012  | يوسف ميرزا الحمادي | بدر ميرزا          | عمر المنصوري       |
| 2013  | محمد المراوي       | يوسف ميرزا الحمادي | جابر المنصوري      |
| 2014  | يوسف ميرزا الحمادي | محمد المراوي       | أحمد يوسف المنصوري |
| 2015  | بدر ميرزا          | محمد المراوي       | يوسف ميرزا الحمادي |
| 2016  | يوسف ميرزا الحمادي | أحمد يوسف المنصوري | محمد المراوي       |
| 2017  | يوسف ميرزا الحمادي | محمد المراوي       | بدر ميرزا          |
| 2018  | يوسف ميرزا الحمادي | محمد المراوي       | أحمد يوسف المنصوري |
| 2019  | يوسف ميرزا الحمادي | محمد المراوي       | أحمد يوسف المنصوري |
| 2020  | ليس هناك منافسة    |                    |                    |
| 2021  | يوسف ميرزا الحمادي | أحمد يوسف المنصوري | جاسم القنبر        |
| 2022  | أحمد يوسف المنصوري | سيف معيوف الكعبي   | وليد النقبي        |
| 2023  | سيف معيوف الكعبي   | أحمد عبيد المري    | جابر المنصوري      |

## رابح عدة مرات
- 8: يوسف ميرزا الحمادي
- 3: بدر ميرزا
- 2: حميد الصباغ

## وصلات خارجية
- NC UNITED ARAB EMIRATES
- Championnats des Emirats Arabes Unis - 2022 (Les-Sports.info)
- National Championships United Arab Emirates
- NC UNITED ARAB EMIRATES ITT
- National Championships United Arab Emirates

## أنظر أيضا
- بطولة أبوظبي جراند سلام للجودو
- بطولة أبوظبي العالمية لمحترفي الجوجيتسو
- بطولة دبي الدولية لكرة السلة
- جائزة محمد بن راشد آل مكتوم للإبداع الرياضي
- بطولة دبي الدولية للجواد العربي
- بطولة أبوظبي الدولية لقفز الحواجز
- بطولة دبي الدولية للياقة البدنية
- تحدي دبي للياقة
- بطولة دبي الدولية لكمال الأجسام